# Bukit Gadeng
Bukit Gadeng är ett berg i Indonesien.   Det ligger i provinsen Aceh, i den västra delen av landet, 1 600 km nordväst om huvudstaden Jakarta. Toppen på Bukit Gadeng är 650 meter över havet.
Terrängen runt Bukit Gadeng är huvudsakligen kuperad, men åt sydväst är den bergig. Trakten runt Bukit Gadeng är nära nog obefolkad, med mindre än två invånare per kvadratkilometer. I omgivningarna runt Bukit Gadeng växer i huvudsak städsegrön lövskog.